# Sigurd Ulveseth

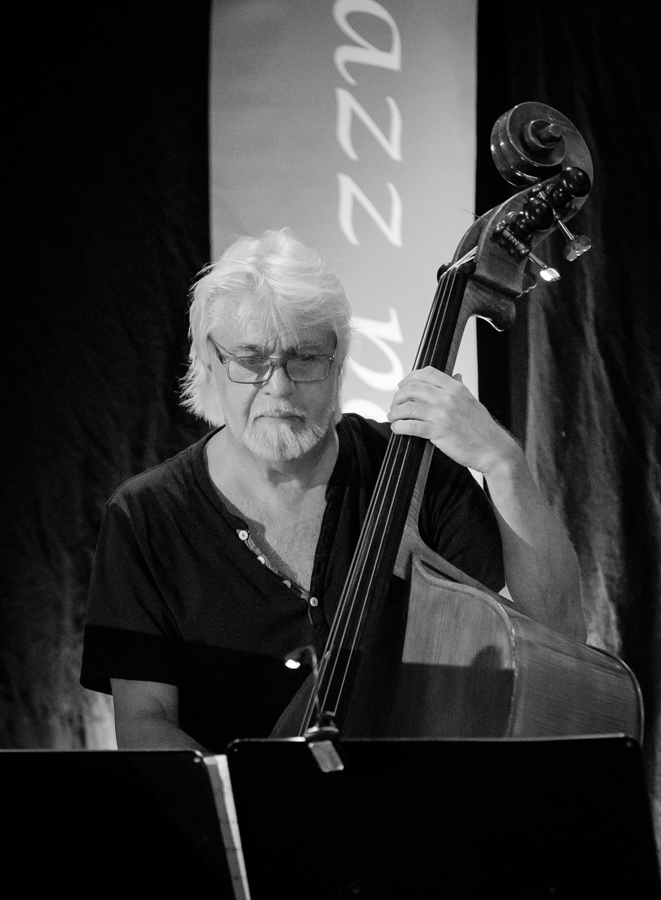
Sigurd Ulveseth, 2017

Sigurd Ulveseth (* 13. Juli 1953 in Bergen) ist ein norwegischer Jazzmusiker (Kontrabass) und Bandleader.
Mit dem Sigurd Ulveseth Kvartett sind seit Mitte der 1990er Jahre drei Alben herausgekommen. Die Combo besteht aus Adam Nussbaum (dr), Knut Riisnæs (s) und Dag Arnesen (p). Als Sideman ist er Mitglied der Marit Sandvik Band, der Combo SWAP um Jan Gunnar Hoff, dem "North West Quartet" um Frode Nymo.
Mitgewirkt hat er an Albenaufnahmen mit Dag Arnesen, Frank Jakobsen (Cocoon), Tore Faye, Knut Kristiansen, Ole Jacob Hystad, Jan Kåre Hystad, Merethe Mikkelsen und Marit Sandvik. Eine Vietnam-Tournee machte er mit Urban Connection. Ulveseth tritt häufig im Evans Jazzclub in Bergen auf, gehört dort zum Team.

## Auszeichnungen
- 1998: Vossajazz-Preis
- 2009: Sildajazz Preis[5]

## Diskografische Anmerkungen
- 1995: To wisdom, the prize (Gemini Records)
- 1997: Infant eyes (Gemini)
- 2001: Wish I knew (Gemini)

## Belege
1. ↑  Ulveseth, Sigurd Biografi. Norsk Musikkinformasjon MIC.no, abgerufen am 16. Januar 2015 (norwegisch).
2. ↑  Sigurd Ulveseth Biografi. Store Norske Leksikon, abgerufen am 16. Januar 2015 (norwegisch).
3. ↑  Norsk musikk i utlandet. Norsk Musikkinformasjon MIC.no, abgerufen am 16. Januar 2015 (norwegisch).
4. ↑  Archivierte Kopie (Memento des Originals vom 17. Dezember 2014 im Internet Archive)  Info: Der Archivlink wurde automatisch eingesetzt und noch nicht geprüft. Bitte prüfe Original- und Archivlink gemäß Anleitung und entferne dann diesen Hinweis.
5. ↑  Sildajazzprisen fekk Sigurd Ulveseth. Jazznytt.no, abgerufen am 16. Januar 2015. (norwegisch)

| Personendaten    | Personendaten                                        |
| ---------------- | ---------------------------------------------------- |
| NAME             | Ulveseth, Sigurd                                     |
| KURZBESCHREIBUNG | norwegischer Jazzmusiker (Kontrabass) und Bandleader |
| GEBURTSDATUM     | 13. Juli 1953                                        |
| GEBURTSORT       | Bergen                                               |